# Couvent de Werl
Le couvent de Werl (Kloster Werl) est un couvent de la ville de Werl en Allemagne qui fut de 1645 à 1834 un couvent de capucins et qui est depuis 1848 un couvent de franciscains.

## Historique

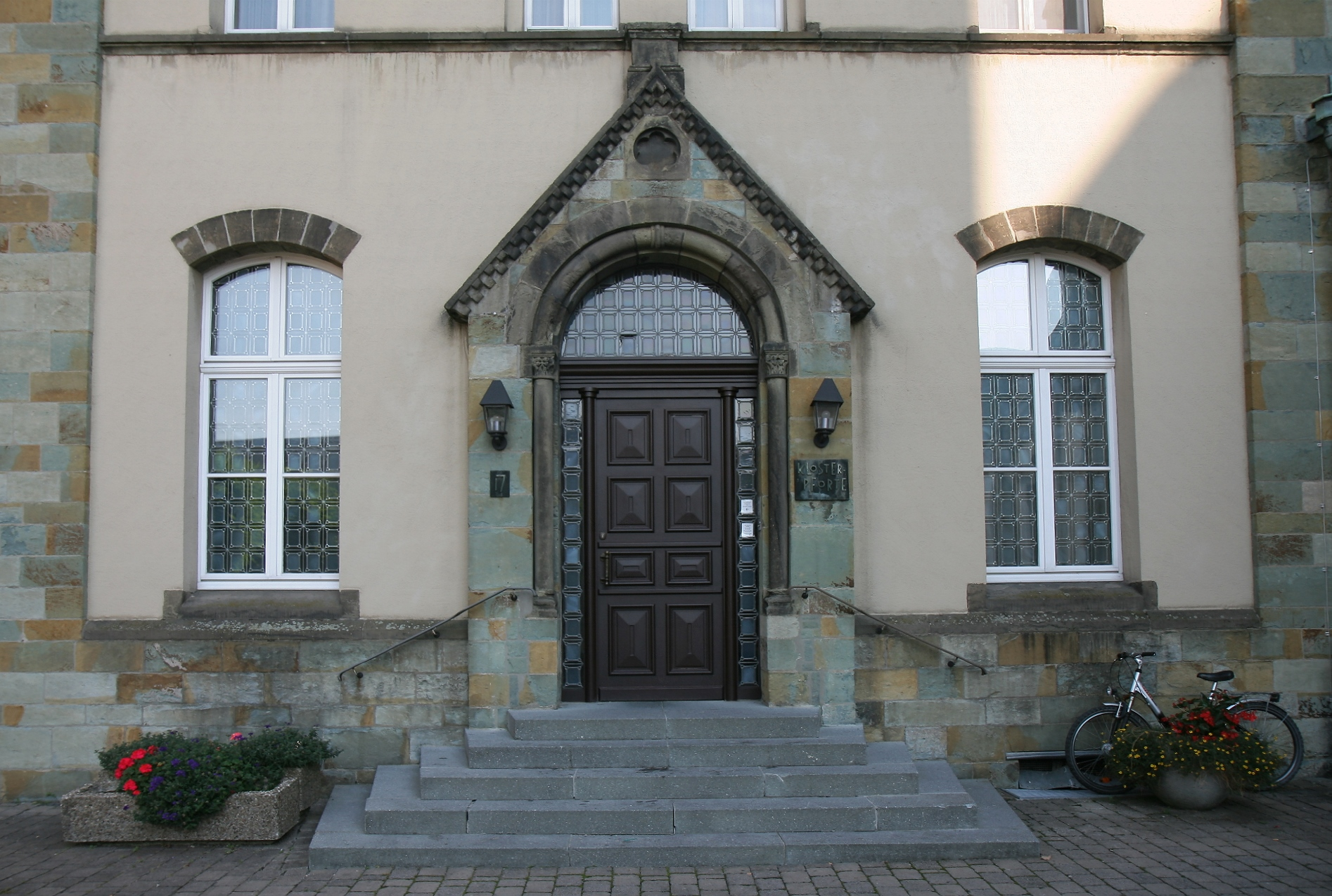
Entrée du couvent

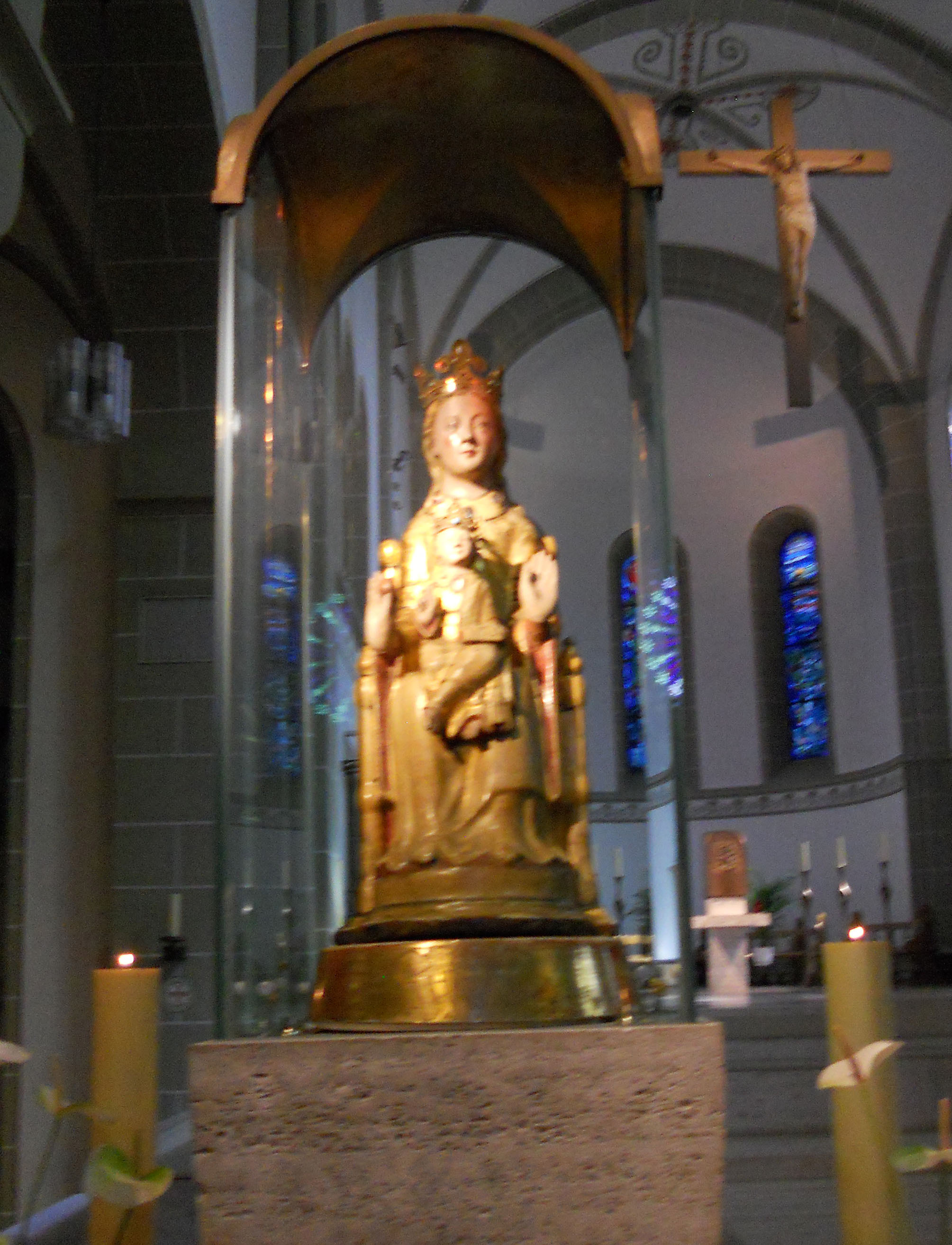
Statue de la Vierge consolatrice des affligés

C'est en 1645 que le prince-évêque Ferdinand de Bavière fait venir les capucins à Werl pour y fonder leur couvent qui se trouve à l'est de la place du marché. Les capucins vivent uniquement d'aumônes et de dons. Le successeur de Ferdinand, Maximilien-Henri de Bavière, leur fait don en 1661 d'une statuette sainte de la Vierge Marie consolatrice des affligés (Consolatrix afflictorum) qui provient de l'église Sainte-Marie-du-Pré de Soest, devenue protestante. Les pèlerins affluent et des guérisons miraculeuses sont constatées.
L'église des capucins est reconstruite en 1786-1789 selon les plans d'Arnold Boner. En 1802, les capucins sont au nombre de vingt-huit dont certains sont des Français chassés par la Révolution française. Lorsque le duché de Westphalie est pris par la Hesse-Darmstadt en 1803, le couvent n'est pas sécularisé. Le couvent accueille en 1804 les capucins expulsés de leur couvent de Rüthen, et ceux de Marsberg expulsés en 1812 par le grand-duc Louis Ier de Hesse-Darmstadt. Lorsque le royaume de Prusse s'empare de la région, le couvent de Werl est dispersé en 1834. Les derniers moines le quittent en 1836.
Les franciscains refondent le couvent en 1848, mais ils sont expulsés par le Kulturkampf de Bismarck en 1875. Ils n'ont le droit de revenir qu'en 1887. Le pèlerinage à la Consolatrix afflictorum et la basilique de la Visitation de Werl leur sont confiés depuis cette époque.
Le gouvernement du Troisième Reich impose des restrictions puis finit par interdire le pèlerinage. La tombe du père Kilian Kirchhoff ofm, qui fut décapité par les nazis le 24 avril 1944, se trouve dans la sépulture des pères franciscains au cimetière de Werl. Il a été dénoncé par une femme de Cassel, emprisonné à Dortmund et condamné à mort le 7 mars 1944 par le Volksgerichtshof de Roland Freisler.

## Source
- (de) Cet article est partiellement ou en totalité issu de l’article de Wikipédia en allemand intitulé « Kloster Werl » (voir la liste des auteurs).